# Pseudagrion pacificum
Pseudagrion pacificum – gatunek ważki z rodziny łątkowatych (Coenagrionidae). Endemit Fidżi; stwierdzony na wyspach Viti Levu i Taveuni.
Gatunek ten opisał w 1924 roku Robert John Tillyard na łamach czasopisma „Transactions of the Entomological Society of London”, w oparciu o pojedynczy okaz samca odłowiony we wrześniu 1919 roku na plantacji Waidoi na wyspie Viti Levu.